# Qualifications du tournoi masculin de basket-ball à trois aux Jeux olympiques d'été de 2020
Cet article traite de l'épreuve masculine. Pour la compétition féminine, voir Qualifications du tournoi féminin de basket-ball à trois aux Jeux olympiques d'été de 2020.
Navigation
TQO 2024
Le Tournoi de qualification olympique de basket-ball à trois masculin 2020 est une compétition organisée par la FIBA à Graz en mai 2021
Il était initialement prévu en Inde en mars 2020 permettant d'attribuer trois places au tournoi masculin de basket-ball des Jeux olympiques de 2020.

## Présentation de l'événement
Les tournois de qualification olympique de basket-ball masculin 2020 mettent aux prises 20 équipes nationales parmi lesquelles 3  se verront attribuer une qualification pour le tournoi olympique des Jeux 2020.
Les vingt équipes sont divisées en quatre poules de cinq, les deux premiers de chaque poule se qualifient pour des quarts de finale. Les finalistes et le vainqueur du match pour la troisième place se qualifient pour le tournoi olympique.

## Équipes participantes
Le pays-hôte du tournoi et les médaillés de la Coupe du monde de basket-ball 3×3 2019 se qualifient directement pour ce tournoi. Les seize autres sont sélectionnés par leur classement mondial, avec plusieurs restrictions :
- Un maximum de 10 pays par continent est autorisé,
- Un minimum de 30 pays doit être représenté (quel que soit le genre).

Ainsi, seuls 6 pays peuvent envoyer leurs deux équipes aux tournois de qualification.
| Compétition/Contexte                    | Places | Qualifiés                   |
| --------------------------------------- | ------ | --------------------------- |
| Pays-hôte                               | 1      | Inde                        |
| Coupe du monde de basket-ball 3×3 2019  | 3      | États-Unis                  |
| Coupe du monde de basket-ball 3×3 2019  | 3      | Lettonie                    |
| Coupe du monde de basket-ball 3×3 2019  | 3      | Pologne                     |
| Classement mondial au 1er novembre 2019 | 16     | Mongolie (4)                |
| Classement mondial au 1er novembre 2019 | 16     | Slovénie (6)                |
| Classement mondial au 1er novembre 2019 | 16     | Pays-Bas (7)                |
| Classement mondial au 1er novembre 2019 | 16     | France (10)                 |
| Classement mondial au 1er novembre 2019 | 16     | Lituanie (11)               |
| Classement mondial au 1er novembre 2019 | 16     | Brésil (13)                 |
| Classement mondial au 1er novembre 2019 | 16     | Belgique (14)               |
| Classement mondial au 1er novembre 2019 | 16     | Qatar (17)                  |
| Classement mondial au 1er novembre 2019 | 16     | Canada (18)                 |
| Classement mondial au 1er novembre 2019 | 16     | Croatie (19)                |
| Classement mondial au 1er novembre 2019 | 16     | Philippines (20)            |
| Classement mondial au 1er novembre 2019 | 16     | Corée du Sud (21)           |
| Classement mondial au 1er novembre 2019 | 16     | Turquie (24)                |
| Classement mondial au 1er novembre 2019 | 16     | Espagne (31)                |
| Classement mondial au 1er novembre 2019 | 16     | Nouvelle-Zélande (32)       |
| Classement mondial au 1er novembre 2019 | 16     | République dominicaine (33) |

## Compétition

### Phase de groupes

#### Groupe A
| Rang | Équipe   | % | J | G | P | Pp | Moy. |
| ---- | -------- | - | - | - | - | -- | ---- |
| 1    | Mongolie |   | 0 | 0 | 0 | 0  |      |
| 2    | Pologne  |   | 0 | 0 | 0 | 0  |      |
| 3    | Brésil   |   | 0 | 0 | 0 | 0  |      |
| 4    | Turquie  |   | 0 | 0 | 0 | 0  |      |
| 5    | Espagne  |   | 0 | 0 | 0 | 0  |      |

|  |  |  | vs. |

|  |  |  | vs. |

|  |  |  | vs. |

|  |  |  | vs. |

|  |  |  | vs. |

|  |  |  | vs. |

|  |  |  | vs. |

|  |  |  | vs. |

|  |  |  | vs. |

|  |  |  | vs. |

#### Groupe B
| Rang | Équipe           | % | J | G | P | Pp | Moy. |
| ---- | ---------------- | - | - | - | - | -- | ---- |
| 1    | États-Unis       |   | 0 | 0 | 0 | 0  |      |
| 2    | Lituanie         |   | 0 | 0 | 0 | 0  |      |
| 3    | Belgique         |   | 0 | 0 | 0 | 0  |      |
| 4    | Corée du Sud     |   | 0 | 0 | 0 | 0  |      |
| 5    | Nouvelle-Zélande |   | 0 | 0 | 0 | 0  |      |

|  |  |  | vs. |

|  |  |  | vs. |

|  |  |  | vs. |

|  |  |  | vs. |

|  |  |  | vs. |

|  |  |  | vs. |

|  |  |  | vs. |

|  |  |  | vs. |

|  |  |  | vs. |

|  |  |  | vs. |

#### Groupe C
| Rang | Équipe                 | % | J | G | P | Pp | Moy. |
| ---- | ---------------------- | - | - | - | - | -- | ---- |
| 1    | Slovénie               |   | 0 | 0 | 0 | 0  |      |
| 2    | France                 |   | 0 | 0 | 0 | 0  |      |
| 3    | Qatar                  |   | 0 | 0 | 0 | 0  |      |
| 4    | Philippines            |   | 0 | 0 | 0 | 0  |      |
| 5    | République dominicaine |   | 0 | 0 | 0 | 0  |      |

|  |  |  | vs. |

|  |  |  | vs. |

|  |  |  | vs. |

|  |  |  | vs. |

|  |  |  | vs. |

|  |  |  | vs. |

|  |  |  | vs. |

|  |  |  | vs. |

|  |  |  | vs. |

|  |  |  | vs. |

#### Groupe D
| Rang | Équipe   | % | J | G | P | Pp | Moy. |
| ---- | -------- | - | - | - | - | -- | ---- |
| 1    | Pays-Bas |   | 0 | 0 | 0 | 0  |      |
| 2    | Lettonie |   | 0 | 0 | 0 | 0  |      |
| 3    | Canada   |   | 0 | 0 | 0 | 0  |      |
| 4    | Croatie  |   | 0 | 0 | 0 | 0  |      |
| 5    | Inde     |   | 0 | 0 | 0 | 0  |      |

|  |  |  | vs. |

|  |  |  | vs. |

|  |  |  | vs. |

|  |  |  | vs. |

|  |  |  | vs. |

|  |  |  | vs. |

|  |  |  | vs. |

|  |  |  | vs. |

|  |  |  | vs. |

|  |  |  | vs. |

### Phase finale

#### Tableau
|  | Quarts de finale | Quarts de finale |                        |  | Demi-finales | Demi-finales |  |  | Finale | Finale |
|  | Quarts de finale | Quarts de finale |                        |  | Demi-finales | Demi-finales |  |  | Finale | Finale |
|  |                  |                  |                        |  |              |              |  |  |        |        |
|  |                  |                  |                        |  |              |              |  |  |        |        |
|  |                  |                  |                        |  |              |              |  |  |        |        |
|  | A1               |                  |                        |  |              |              |  |  |        |        |
|  |                  |                  |                        |  |              |              |  |  |        |        |
|  | C2               |                  |                        |  |              |              |  |  |        |        |
|  |                  |                  |                        |  |              |              |  |  |        |        |
|  |                  |                  |                        |  |              |              |  |  |        |        |
|  |                  |                  |                        |  |              |              |  |  |        |        |
|  | D1               |                  |                        |  |              |              |  |  |        |        |
|  |                  |                  |                        |  |              |              |  |  |        |        |
|  | B2               |                  |                        |  |              |              |  |  |        |        |
|  |                  |                  |                        |  |              |              |  |  |        |        |
|  |                  |                  |                        |  |              |              |  |  |        |        |
|  |                  |                  |                        |  |              |              |  |  |        |        |
|  | B1               |                  |                        |  |              |              |  |  |        |        |
|  |                  |                  |                        |  |              |              |  |  |        |        |
|  | D2               |                  |                        |  |              |              |  |  |        |        |
|  |                  |                  |                        |  |              |              |  |  |        |        |
|  |                  |                  | Match pour la 3e place |  |              |              |  |  |        |        |
|  |                  |                  |                        |  |              |              |  |  |        |        |
|  | C1               |                  |                        |  |              |              |  |  |        |        |
|  |                  |                  |                        |  |              |              |  |  |        |        |
|  | A2               |                  |                        |  |              |              |  |  |        |        |
|  |                  |                  |                        |  |              |              |  |  |        |        |
|  |                  |                  |                        |  |              |              |  |  |        |        |
|  |                  |                  |                        |  |              |              |  |  |        |        |

## Compétition UTQO

### Joueurs
| Numéro | Équipe   | Joueuses               | Joueuses          | Joueuses                | Joueuses              |
| ------ | -------- | ---------------------- | ----------------- | ----------------------- | --------------------- |
| 1      | Slovénie | Simon Finzgar          | Adin Kavgic       | Gašper Ovnik            | Anže Srebovt          |
| 2      | Mongolie | Delgernyam Davaasambuu | Dulguun Enkhbat   | Tserenbaatar Enkhtaivan | Tsenguunbayar Gotov   |
| 3      | Hongrie  | Attila Demeter         | Tamás Ivosev      | Iván Keller             | Balázs Kerpel-Fronius |
| 4      | Ukraine  | Yevhen Balaban         | Anton Davydiuk    | Sasha Kobets            | Denys Noskov          |
| 5      | Belgique | Rafael Bogaerts        | Nick Celis        | Thierry Mariën          | Thibaut Vervoort      |
| 6      | Roumanie | Christian-Radu Chițu   | Alexandru Coconea | Sebastian Costeiu       | Cristian Mainea       |

### Phase de groupes

#### Groupe A
| Rang | Équipe   | %   | J | G | P | Pp  | Moy. |
| ---- | -------- | --- | - | - | - | --- | ---- |
| 1    | Belgique | 100 | 2 | 2 | 0 | +7  | 3,5  |
| 2    | Slovénie | 50  | 2 | 1 | 1 | +5  | 2,5  |
| 3    | Ukraine  | 0   | 2 | 0 | 2 | -13 |      |

#### Groupe B
| Rang | Équipe   | %   | J | G | P | Pp  | Moy. |
| ---- | -------- | --- | - | - | - | --- | ---- |
| 1    | Hongrie  | 100 | 2 | 2 | 0 | +18 | 9    |
| 2    | Mongolie | 50  | 2 | 1 | 1 | 0   |      |
| 3    | Roumanie | 0   | 2 | 0 | 2 | -18 |      |

### Phase finale

#### Tableau
|  | Quarts de finale | Quarts de finale |          |    | Demi-finales | Demi-finales |  |  | Finale | Finale |
|  | Quarts de finale | Quarts de finale |          |    | Demi-finales | Demi-finales |  |  | Finale | Finale |
|  |                  |                  |          |    |              |              |  |  |        |        |
|  |                  |                  |          |    |              |              |  |  |        |        |
|  |                  |                  |          |    |              |              |  |  |        |        |
|  | Belgique         | 16               |          |    |              |              |  |  |        |        |
|  | Belgique         | 16               | Mongolie | 19 |              |              |  |  |        |        |
|  | Mongolie         | 15               | Mongolie | 19 |              |              |  |  |        |        |
|  | Mongolie         | 15               | Ukraine  | 17 |              |              |  |  |        |        |
|  |                  |                  | Ukraine  | 17 | Belgique     | 21           |  |  |        |        |
|  |                  |                  |          |    | Belgique     | 21           |  |  |        |        |
|  |                  | Hongrie          | 14       |    |              |              |  |  |        |        |
|  | Slovénie         | Hongrie          | 14       | 21 |              |              |  |  |        |        |
|  | Slovénie         | Slovénie         | 16       | 21 |              |              |  |  |        |        |
|  | Roumanie         | Slovénie         | 16       | 12 |              |              |  |  |        |        |
|  | Roumanie         | Hongrie          | 19       | 12 |              |              |  |  |        |        |
|  |                  | Hongrie          | 19       |    |              |              |  |  |        |        |

La Belgique est qualifiée à l'issue du tournoi de l'Universalité qui est disputé du 4 au 6 juin 2021 en Hongrie à Debrecen.